# Eugène Kohler
Eugène Kohler (1887-1969) fue un romanista e hispanista francés.
Alsaciano, estudió la literatura española e italiana. Fue catedrático de español en la Universidad de Estrasburgo. Estudió especialmente el teatro del Siglo de Oro e hizo una edición crítica de El perro del hortelano de Lope de Vega (París: Les Belles Letres -  Publications de la Faculté des Lettres de l’Université de Strasbourg, 1951). Realizó una Antología de la literatura española de la Edad Media (1140-1500) textos escogidos y publicados con noticias preliminares y un glosario, que alcanzó segunda edición (Paris: Klincksieck, 1970), 
- Datos: Q5850654